# دولنا گرادیشنیتسا
دولنا گرادیشنیتسا (به بلغاری: Dolna Gradishnitsa) یک منطقهٔ مسکونی در بلغارستان است که در شهرستان کیوستندیل واقع شده‌است.